# Laurent Tessier (cyclisme)
Pour les articles homonymes, voir Laurent Tessier.
Laurent Tessier, né le 15 septembre 1927 à Montréal et mort le 5 février 2012, est un coureur cycliste canadien. Il participe à trois épreuves  aux jeux olympiques de 1948,. Il prend part à plusieurs épreuves de Six-jours, remportant l'épreuve amateur à Simcoe, Ontario, avec  Bob Lacourse

## Palmarès
- 1946
  - 2e aux 6 épreuves du 25 milles[4].

- 1947
  -  Champion du Canada sur route sur 50 kilomètres[5].